# Русины (исторический этноним)
Руси́ны (зап.-рус. русины, русини, рѹсіны, укр. русини, бел. русіны, пол. Rusini, лит. rusėnai, лат. rutheni, rhuteni, нем. Ruthenen) — исторический эндоэтноним жителей Руси, изначально употреблявшийся только в форме единственного числа — русин (др.-рус. рѹсинъ), в то время как множественное число выражалось формами русь, либо русьскыи (люди).
Форма множественного числа русины возникла в XVI веке. В настоящее время этноним сохранился только у некоторых групп восточнославянского населения: в Закарпатье (Пряшевщине), на Лемковщине, а также в Воеводине и Паннонии.

## История употребления

### Древняя Русь
Эндоэтноним «русин» как наименование жителя Древней Руси встречается в «Повести временных лет» наряду с прилагательным «русьскыи». Здесь слово «русин» упомянуто в описании договора Олега с греками (911 год) (7 раз) и договора Игоря с греками (944 года) (6 раз). Используется это слово и в ранних редакциях Русской Правды (Краткой и Пространной):

…аще не будеть кто мьстя, то 40 гривенъ за голову; аще будеть русинъ, любо гридинъ, любо купчина, любо ябетникъ, любо мечникъ, аще изъгои будеть, любо словенинъ, то 40 гривенъ положити за нь.
По отношению к территории современной России слово «русин» впервые употребляется в договоре Новгорода с Готским берегом и немецкими городами, заключённом при новгородском князе Ярославе Владимировиче, в 1189—1199 годах:

Оже тяжа родится бес крови, снидутся послуси, и русь и нѣмци, то вергуть жеребьее; кому ся выимьть, ротѣ шедъ, свою правду възмуть. Оже емати скотъ варягу на русинѣ или русину на варязѣ, а ся его заприть, то 12 мужь послухы, идеть ротѣ, възметь свое.
В XIII веке оно появляется в торговом договоре Смоленска с Ригой и северогерманскими городами 1229 года:

Роусиноу не оупирати Латинина однемь послухомь, аже не боудете двою послоухоу, одиного Немчича, а дроугого Роусина, добрых людии. Тако Латининоу не пьрьпрети Роусина, аже не боудеть послоуха Роусина, а дроугого Немчина оу Ризе и на Гочкомь березе.— Текст договора.

### Северо-Восточная Русь
В Северо-Восточной Руси и Русском государстве эндоэтноним «русин» употреблялся вплоть до конца XVII века, особенно в противопоставлении с «татарин», «бусурманин», «жидовин», «немчин», «литвин», «чудин», «латин», «турчин» и т. п., образованными по той же модели: суффикс единичности с названием народа. К примеру, у Афанасия Никитина в «Хожении за три моря» сказано: «ханъ увѣдал, что яз не бесерменянин — русинъ». Одним из примеров употребления этнонима в множественном числе является Казанская история в списке 1560-х годов. Наряду с самоназванием «русин» в ходу было слово «русак», о чём упоминал в своих мемуарах Жак Маржерет. Со временем эти формы были вытеснены субстантивированным прилагательным «русский», произошедшим от выражений «русские люди», «русский человек», или от «Русьстии сынове» (фраза ок. 1112 года), параллельно вытеснялись литературными грецизмами «росс» или «россиянин».

### Юго-Западная Русь
В Великом Княжестве Литовском и Королевстве Польском этноним «русин» (Ruthen, рутен) обозначал православного жителя, говорящего на одном из восточнославянских диалектов, в противовес полякам и литовцам, которые в основном были римо-католиками. Самый ранний пример употребления этнонима «русины» во множественном числе (вторичная форма, вытесняющая собирательное «Русь») отмечен в 1501 году в уставной грамоте Белзского воеводства (Волынь).
Жителей Северо-Восточной Руси (которую в Польше и Литве по политическим причинам именовали узкорегиональным названием Московия, отрицая за ней права на наследство всей Руси) называли политонимом «московиты», но в то же время вплоть до конца XVI века признавали и их русинами. Так, учёный Матвей Меховский писал в «Трактате о двух Сарматиях», что жители Московии «Rutheni sunt et Ruthenicum loquuntur» (то есть являются русинами и говорят по-русски). Такой же подход встречается у Гваньини, Герберштейна и многих других писателей XVI века. Однако постепенное появление этногенетических теорий, основанных на легендарных персонажах, породило различные версии об ином происхождении московитов (от библейского Мосоха либо от младшего брата Леха, Чеха и Руса, Москвы). На пике межконфессиональной борьбы, возникшей после заключения Брестской унии 1596 года, эти теории приобрели популярность в произведениях униатских и католических полемистов, придавая «схизматикам»-московитам статус совершенно иного народа, противопоставленного русинам.

### Российская империя
Наиболее позднее употребление этнонима «русины» в источниках Гетманщины встречается в 1728 году в драме «Милость Божия», поставленной в Киеве к 80-летию начала Хмельничины и в честь вступления в гетманскую должность Данила Апостола. Ещё в 1850-х годах этноним «русины» употреблялся здесь кобзарями. В записанной от кобзаря Андрея Шута с Черниговщины думе говорится: «Що ж то в нас гетьман Хмельницький, русин». Таким образом, среди простолюдинов Левобережной Украины, где книжные и официальные термины, такие как малороссияне, воспринимались не сразу, этноним «русины» употреблялся намного дольше упомянутого 1728 года.
На присоединённых к Российской империи землях Правобережной Украины этноним «русины» исчезал постепенно. Так, ещё в 1860-х годах он широко употреблялся на Подолье, присоединённом к России в конце XVIII века. В частности, на Винничине он фиксируется в сборнике пословиц Матвея Номиса и в собранных там же народных сказках. Употребляет его и подолянин Степан Руданский. Фиксируется этот этноним в Малорусских губерниях и царстве Польском Российской империи во время проведения первой всероссийской переписи 1897 г. По результатам переписи в Российской империи 1897 г., «русинское наречие» считалось западным диалектом «малорусского» (украинского) языка. Анонимное произведение на разговорном белорусском языке Речь Русина датируется первой половиной XVIII века.
Писательница и публицист Елизавета де Витте отмечала в начале XX века, что слово «русин» продолжало встречаться в простонародном языке северных великорусских губерний.

### Западноукраинские земли в составе разных государств
Восточнославянское население Галичины (Галиции), Буковины и Закарпатья, входивших в состав Австро-Венгерской империи, а также жители Волыни и Холмщины Российской империи называли себя «руськими», или «русинами». Так же называли их и поляки. Русинами называли себя как «русофилы», так и, в первый период своей деятельности, «украинофилы». Отличие было в том, что «русофилы» писали слово «русский» с двумя «с», а «украинофилы» писали либо «руский», либо «руський».
Исследователь русского языка Т. Ефремова пишет, что в официальной русской, польской и немецкой литературе этноним «русины» использовался до середины XX века в отношении украинцев западного региона Украины (Закарпатье, Буковина, Галиция, Подолье и Волынь). В Закарпатье, в восточных областях Словакии, а также в Сербии и Хорватии (Воеводине и Паннонии), в меньшей степени — в Венгрии и Румынии продолжает использоваться самоназвание «русины», причём часть его носителей считает себя отдельным этносом, а часть — украинцами.